# Discografia de Roberto Carlos
Roberto Carlos, ao longo de mais de 60 anos de carreira, consolidou-se como um dos artistas mais prolíficos da música popular brasileira,  com 41 álbuns de estúdio compostos majoritariamente por canções inéditas. Ele também alcançou relevância internacional, lançando músicas em espanhol, inglês, italiano e francês, o que ampliou sua base de ouvintes além das fronteiras do Brasil.
De acordo com a Pro-Música Brasil (PMB), Roberto Carlos é o artista solo com maior número de álbuns vendidos na história da música brasileira. Suas vendas estão estimadas em 120 milhões de cópias mundialmente, estabelecendo recordes ao longo das décadas, incluindo a conquista de 70 milhões de discos vendidos até 1994.
Ao longo de sua trajetória, realizou inúmeros shows em diversos países, reforçando sua presença internacional, especialmente na América Latina, onde é popularmente referido como "Rei". Sua influência se reflete em uma das maiores bases de fãs do mundo.

## Álbuns

### Álbuns de estúdio
| Álbum                                 | Detalhes                                                          | Melhores posições | Melhores posições | Melhores posições | Vendas                | Certificações         |
| Álbum                                 | Detalhes                                                          | BRA PMB (Anual)   | BRA Nopem (Anual) | POR               | Vendas                | Certificações         |
| ------------------------------------- | ----------------------------------------------------------------- | ----------------- | ----------------- | ----------------- | --------------------- | --------------------- |
| Louco por Você                        | - Lançamento: 1961 - Formatos: LP, K7, Tape - Gravadora: CBS      | —                 | —                 | —                 | - : entre 512 e 3.500 |                       |
| Splish Splash                         | - Lançamento: 1963 - Formatos: LP, K7 - Gravadora: CBS            | —                 | —                 | —                 | - :50.000             | - : PMB: Ouro         |
| É Proibido Fumar                      | - Lançamento: 1964 - Formatos: LP, K7 - Gravadora: CBS            | —                 | —                 | —                 | - : 900.000           | - : PMB: Platina      |
| Roberto Carlos Canta para a Juventude | - Lançamento: 1965 - Formatos: LP, K7 - Gravadora: CBS            | —                 | 1                 | —                 | - : 240.000           | - : PMB: 3× Platina   |
| Jovem Guarda                          | - Lançamento: 1965 - Formatos: LP, Tape, K7 - Gravadora: CBS      | —                 | —                 | —                 | - : 300.000           | - : PMB: Diamante     |
| Roberto Carlos                        | - Lançamento: 1966 - Formatos: LP, Tape, K7 - Gravadora: CBS      | —                 | —                 | —                 | - : 351.386           | - : PMB: 2× Platina   |
| Roberto Carlos em Ritmo de Aventura   | - Lançamento: 1967 - Formatos: LP, Tape, K7 - Gravadora: CBS      | —                 | 1                 | —                 | - : 900.000           | - : PMB: 3× Diamante  |
| O Inimitável                          | - Lançamento: 1968 - Formatos: LP, Tape, K7 - Gravadora: CBS      | —                 | 1                 | —                 | - : 513.203           | - : PMB: Diamante     |
| Roberto Carlos                        | - Lançamento: 1969 - Formatos: LP, Tape, K7 - Gravadora: CBS      | —                 | 1                 | —                 | - : 399.617           | - : PMB: Diamante     |
| Roberto Carlos                        | - Lançamento: 1970 - Formatos: LP, K7 - Gravadora: CBS            | —                 | 1                 | —                 | - : 458.000           | - : PMB: 2× Platina   |
| Roberto Carlos                        | - Lançamento: 1971 - Formatos: LP, K7 - Gravadora: CBS            | —                 | 1                 | —                 | - : 800.000           | - : PMB: Diamante     |
| Roberto Carlos                        | - Lançamento: 1972 - Formatos: LP, K7 - Gravadora: CBS            | —                 | 5                 | —                 | - : 300.000           | - : PMB: Diamante     |
| Roberto Carlos                        | - Lançamento: 1973 - Formatos: LP, K7 - Gravadora: CBS            | —                 | 1                 | —                 | - : 600.000           | - : PMB: 3× Platina   |
| Roberto Carlos                        | - Lançamento: 1974 - Formatos: LP, K7 - Gravadora: CBS            | —                 | 6                 | —                 | - : 250.000           | - : PMB: 3× Platina   |
| Roberto Carlos                        | - Lançamento: 1975 - Formatos: LP, K7 - Gravadora: CBS            | —                 | 1                 | —                 | - : 250.000           | - : PMB: 2× Platina   |
| Roberto Carlos                        | - Lançamento: 1976 - Formatos: LP, K7 - Gravadora: CBS            | —                 | 1                 | —                 | - : 600.000           | - : PMB: 2× Diamante  |
| Roberto Carlos                        | - Lançamento: 1977 - Formatos: LP, K7 - Gravadora: CBS            | —                 | 1                 | —                 | - : 2.000.000         | - : PMB: Diamante     |
| Roberto Carlos                        | - Lançamento: 1978 - Formatos: LP, K7 - Gravadora: CBS            | —                 | 1                 | —                 | - : 1.500.000         | - : PMB: Diamante     |
| Roberto Carlos                        | - Lançamento: 1979 - Formatos: LP, K7 - Gravadora: CBS            | —                 | 1                 | —                 | - : 2.600.000         | - : PMB: 2× Diamante  |
| Roberto Carlos                        | - Lançamento: 1980 - Formatos: LP, K7 - Gravadora: CBS            | —                 | 1                 | —                 | - : 1.500.000         | - : PMB: Diamante     |
| Roberto Carlos                        | - Lançamento: 1981 - Formatos: LP, K7 - Gravadora: CBS            | —                 | 2                 | —                 | - : 3.600.000         | - : PMB: 12× Diamante |
| Roberto Carlos                        | - Lançamento: 1982 - Formatos: LP, K7 - Gravadora: CBS            | —                 | 1                 | —                 | - : 1.800.000         | - : PMB: 2× Diamante  |
| Roberto Carlos                        | - Lançamento: 1983 - Formatos: LP, K7 - Gravadora: CBS            | —                 | 1                 | —                 | - : 2.000.000         | - : PMB: Diamante     |
| Roberto Carlos                        | - Lançamento: 1984 - Formatos: LP, K7 - Gravadora: CBS            | —                 | 2                 | —                 | - : 600.000           | - : PMB: 2× Diamante  |
| Roberto Carlos                        | - Lançamento: 1985 - Formatos: LP, K7 - Gravadora: CBS            | —                 | 1                 | —                 | - : 1.300.000         | - : PMB: 2× Diamante  |
| Roberto Carlos                        | - Lançamento: 1986 - Formatos: LP, K7 - Gravadora: CBS            | —                 | 3                 | —                 | - : 600.000           | - : PMB: 2× Diamante  |
| Roberto Carlos                        | - Lançamento: 1987 - Formatos: LP, K7 - Gravadora: CBS            | —                 | 1                 | —                 | - : 2.300.000         | - : PMB: 2× Platina   |
| Roberto Carlos                        | - Lançamento: 1988 - Formatos: LP, K7, CD - Gravadora: CBS        | —                 | 1                 | —                 | - : 1.000.000         | - : PMB: Diamante     |
| Roberto Carlos                        | - Lançamento: 1989 - Formatos: LP, K7, CD - Gravadora: CBS        | —                 | 1                 | —                 | - : 250.000           | - : PMB: 2× Platina   |
| Roberto Carlos                        | - Lançamento: 1990 - Formatos: LP, K7, CD - Gravadora: Sony Music | —                 | 1                 | —                 | - : 250.000           | - : PMB: 2× Platina   |
| Roberto Carlos                        | - Lançamento: 1991 - Formatos: LP, K7, CD - Gravadora: Sony Music | —                 | 1                 | —                 | - : 500.000           | - : PMB: 2× Platina   |
| Roberto Carlos                        | - Lançamento: 1992 - Formatos: LP, K7, CD - Gravadora: Sony Music | —                 | 1                 | —                 | - : 500.000           | - : PMB: 2× Platina   |
| Roberto Carlos                        | - Lançamento: 1993 - Formatos: LP, K7, CD - Gravadora: Sony Music | —                 | 2                 | —                 | - : 750.000           | - : PMB: 3× Platina   |
| Roberto Carlos                        | - Lançamento: 1994 - Formatos: CD - Gravadora: Sony Music         | —                 | 1                 | —                 | - : 1.500.000         | - : PMB: Diamante     |
| Roberto Carlos                        | - Lançamento: 1995 - Formatos: CD - Gravadora: Sony Music         | —                 | 1                 | —                 | - : 1.000.000         | - : PMB: Diamante     |
| Roberto Carlos                        | - Lançamento: 1996 - Formatos: CD - Gravadora: Sony Music         | —                 | 2                 | —                 | - : 1.000.000         | - : PMB: Diamante     |
| Roberto Carlos                        | - Lançamento: 1998 - Formatos: CD - Gravadora: Sony Music         | —                 | 1                 | —                 | - : 750.000           | - : PMB: 3× Platina   |
| Amor sem Limite                       | - Lançamento: 2000 - Formatos: CD - Gravadora: Sony Music         | 4                 | —                 | —                 | - : 1.000.000         | - : PMB: Diamante     |
| Pra Sempre                            | - Lançamento: 2003 - Formatos: CD - Gravadora: Sony Music         | 2                 | —                 | 1                 | - : 1.500.000         | - : PMB: Diamante     |
| Roberto Carlos                        | - Lançamento: 2005 - Formatos: CD - Gravadora: Sony Music         | 8                 | —                 | 4                 | - : 160.000           | - : PMB: 2× Platina   |

### Álbuns em outros idiomas
| Álbum                                                | Detalhes                                                                        | Melhores posições | Melhores posições | Vendas      | Certificações                               |
| Álbum                                                | Detalhes                                                                        | ESP               | EUA Latin Pop     | Vendas      | Certificações                               |
| ---------------------------------------------------- | ------------------------------------------------------------------------------- | ----------------- | ----------------- | ----------- | ------------------------------------------- |
| Roberto Carlos canta a la juventud                   | - Lançamento: 1965 - Formatos: LP, Tape - Gravadora: CBS                        | —                 | —                 |             |                                             |
| San Remo                                             | - Lançamento: 1968 - Formatos: LP, K7 - Gravadora: CBS                          | —                 | —                 |             |                                             |
| Canta En español (El Gato Que Esta Triste y Azul)    | - Lançamento: 1972 - Formatos: LP, K7 - Gravadora: CBS                          | 24                | —                 |             |                                             |
| El Dia Que Me Quieras (Actitudes)                    | - Lançamento: 1974 - Formatos: LP, K7 - Gravadora: CBS                          | 14                | —                 |             |                                             |
| Quiero Verte a Mi Lado                               | - Lançamento: 1975 - Formatos: LP, K7 - Gravadora: CBS                          | —                 | —                 |             |                                             |
| Tu Cuerpo                                            | - Lançamento: 1976 - Formatos: LP, K7 - Gravadora: CBS                          | —                 | —                 |             |                                             |
| Roberto Carlos en Español                            | - Lançamento: 1977 - Formatos: LP, K7 - Gravadora: CBS                          | —                 | —                 |             |                                             |
| Roberto Carlos (Roberto Carlos Canta En Castellano ) | - Lançamento: 1978 - Formatos: LP, K7 - Gravadora: CBS                          | 22                | —                 |             | - : Promusicae: Ouro                        |
| Mi Querido, Vi Vejo, Mi Amigo                        | - Lançamento: 1980 - Formatos: LP, K7 - Gravadora: CBS                          | 5                 | —                 |             | - : Promusicae: Platina                     |
| Roberto Carlos en Castellano (Amante a la Antigua)   | - Lançamento: 1981 - Formatos: LP, K7 - Gravadora: CBS                          | —                 | —                 |             | - : Promusicae: Platina                     |
| Roberto Carlos (álbum em inglês)                     | - Lançamento: 1981 - Formatos: LP, K7, CD - Gravadora: CBS                      | —                 | —                 | - : 160.000 | - : PMB: 2× Platina                         |
| Roberto Carlos                                       | - Lançamento: 1982 - Formatos: LP, K7 - Gravadora: CBS                          | 10                | —                 |             | - : Promusicae: Ouro                        |
| Roberto Carlos (Amiga)                               | - Lançamento: 1983 - Formatos: LP, K7 - Gravadora: CBS                          | 11                | —                 |             |                                             |
| Roberto Carlos                                       | - Lançamento: 1984 - Formatos: LP, K7 - Gravadora: CBS                          | 25                | —                 |             |                                             |
| Roberto Carlos 85'                                   | - Lançamento: 1985 - Formatos: LP, K7 - Gravadora: CBS                          | 25                | 2                 |             |                                             |
| Roberto Carlos 86'                                   | - Lançamento: 1986 - Formatos: LP, K7 - Gravadora: CBS                          | —                 | 2                 |             |                                             |
| Roberto Carlos                                       | - Lançamento: 1987 - Formatos: LP, K7 - Gravadora: CBS                          | —                 | 8                 |             |                                             |
| Nuestro Amor                                         | - Lançamento: 1987 - Formatos: LP, K7 - Gravadora: CBS                          | —                 | —                 |             |                                             |
| Volver (Roberto Carlos 88')                          | - Lançamento: 1988 - Formatos: LP, K7 - Gravadora: CBS                          | 49                | 1                 |             |                                             |
| Sonríe                                               | - Lançamento: 1989 - Formatos: LP, K7 - Gravadora: CBS                          | —                 | 2                 |             |                                             |
| Pájaro Herido                                        | - Lançamento: 1990 - Formatos: LP, K7 - Gravadora: CBS                          | —                 | 7                 |             |                                             |
| Roberto Carlos (Super Heroe)                         | - Lançamento: 1991 - Formatos: LP, K7, CD - Gravadora: Sony Music               | —                 | 7                 |             |                                             |
| Inolvidables                                         | - Lançamento: 1993 - Formatos: LP, K7, CD - Gravadora: Sony Music               | —                 | 24                |             |                                             |
| Canciones que amo                                    | - Lançamento: 1997 - Formatos: CD - Gravadora: Sony Music                       | —                 | —                 | - : 160.000 | - : PMB: 2× Platina - : Promusicae: Platina |
| Amor Sin Límite                                      | - Lançamento: 28 de setembro de 2018 - Formatos: CD, LP - Gravadora: Sony Music | —                 | —                 |             |                                             |

### Álbuns ao vivo
| Álbum                                                   | Detalhes                                                        | Melhores posições | Melhores posições | Melhores posições | Melhores posições | Melhores posições | Melhores posições | Vendas        | Certificações                    |
| Álbum                                                   | Detalhes                                                        | BRA               | ESP               | EUA Latin         | EUA Latin Pop     | MEX               | POR               | Vendas        | Certificações                    |
| ------------------------------------------------------- | --------------------------------------------------------------- | ----------------- | ----------------- | ----------------- | ----------------- | ----------------- | ----------------- | ------------- | -------------------------------- |
| Roberto Carlos Ao Vivo                                  | - Lançamento: 1988 - Formatos: LP, Tape - Gravadora: Sony Music | —                 | —                 | —                 | —                 | —                 | —                 | - : 160.000   | - : PMB: 2× Platina              |
| Acústico MTV                                            | - Lançamento: 2001 - Formatos: CD - Gravadora: Sony Music       | —                 | —                 | —                 | —                 | —                 | —                 | - : 1.500.000 | - : PMB: Diamante                |
| Roberto Carlos                                          | - Lançamento: 2002 - Formatos: CD - Gravadora: Sony Music       | —                 | —                 | —                 | —                 | —                 | —                 |               |                                  |
| Pra Sempre Ao Vivo no Pacaembu                          | - Lançamento: 2004 - Formatos: CD - Gravadora: Sony Music       | 1                 | —                 | —                 | —                 | —                 | —                 | - : 80.000    | - : PMB: Platina                 |
| Duetos                                                  | - Lançamento: 2006 - Formatos: CD - Gravadora: Sony Music       | —                 | —                 | —                 | —                 | —                 | 10                | - : 200.000   | - : PMB: 2× Platina              |
| Roberto Carlos En Vivo                                  | - Lançamento: 2008 - Formatos: CD - Gravadora: Sony Music       | —                 | 18                | 62                | 11                | 8                 | —                 |               | - : AMPROFON: Platina+ Ouro      |
| Roberto Carlos e Caetano Veloso e a Música de Tom Jobim | - Lançamento: 2008 - Formatos: CD - Gravadora: Sony Music       | —                 | —                 | —                 | —                 | —                 | 3                 | - : 100.000   | - : PMB: Platina - : AFP: Ouro   |
| Elas Cantam Roberto Carlos                              | - Lançamento: 2009 - Formatos: CD - Gravadora: Sony Music       | 1                 | —                 | —                 | —                 | —                 | —                 | - : 750.000   |                                  |
| Emoções Sertanejas                                      | - Lançamento: 2010 - Formatos: CD - Gravadora: Sony Music       | 5                 | —                 | —                 | —                 | —                 | —                 | - : 394.000   | - : PMB: Ouro                    |
| Roberto Carlos em Jerusalém                             | - Lançamento: 2012 - Formatos: CD - Gravadora: Sony Music       | 1                 | —                 | —                 | —                 | —                 | 12                | - : 350.000   | - : PMB: Ouro                    |
| Duetos 2                                                | - Lançamento: 2014 - Formatos: CD - Gravadora: Sony Music       | 1                 | —                 | —                 | —                 | —                 | 3                 | - : 80.000    | - : PMB: Platina                 |
| Roberto Carlos em Las Vegas                             | - Lançamento: 2015 - Formatos: CD - Gravadora: Sony Music       | 4                 | —                 | —                 | —                 | —                 | 1                 | - : 78.000    | - : PMB: Ouro                    |
| Primera Fila: Abbey Road - Versões Espanhol + Português | - Lançamento: 2015 - Formatos: CD - Gravadora: Sony Music       | 2                 | 13                | 40                | 13                | —                 | 4                 | - : 40.000    | - : PMB: Ouro - : AMPROFON: Ouro |

### Álbuns de compilação
| Álbum                                            | Detalhes                                                                             | Melhores posições | Melhores posições | Melhores posições | Melhores posições | Melhores posições | Vendas      | Certificações                                                    |
| Álbum                                            | Detalhes                                                                             | BRA               | ESP               | EUA Latin         | EUA Latin Pop     | POR               | Vendas      | Certificações                                                    |
| ------------------------------------------------ | ------------------------------------------------------------------------------------ | ----------------- | ----------------- | ----------------- | ----------------- | ----------------- | ----------- | ---------------------------------------------------------------- |
| San Remo 1968                                    | - Lançamento: 1976 - Formatos: LP - Gravadora: CBS                                   | —                 | —                 | —                 | —                 | —                 | - : 80.000  | - : PMB: Platina                                                 |
| Grandes Exitos                                   | - Lançamento: 1971 - Formatos: LP - Gravadora: CBS                                   | —                 | 20                | —                 | —                 | —                 |             |                                                                  |
| Los mas grandes Exitos Vol. II                   | - Lançamento: 1973 - Formatos: LP - Gravadora: CBS                                   | —                 | —                 | —                 | —                 | —                 |             | - : CAPIF: 8× Platina                                            |
| La Distancia                                     | - Lançamento: 1974 - Formatos: LP - Gravadora: CBS                                   | —                 | 7                 | —                 | —                 | —                 |             |                                                                  |
| Roberto Carlos Canta en Español (Grandes Exitos) | - Lançamento: 1979 - Formatos: LP - Gravadora: CBS                                   | —                 | 8                 | —                 | —                 | —                 |             | - : Promusicae: Ouro                                             |
| O Calhambeque                                    | - Lançamento: 1984 - Formatos: LP, CD - Gravadora: CBS                               | —                 | —                 | —                 | —                 | 25                |             |                                                                  |
| 20 Grandes Exitos en Castellano                  | - Lançamento: 1988 - Formatos: LP - Gravadora: CBS                                   | —                 | —                 | —                 | —                 | —                 |             | - : CAPIF: 2× Platina                                            |
| Todos Sus Grandes Éxitos                         | - Lançamento: 1988 - Formatos: LP, CD - Gravadora: CBS                               | —                 | 28                | —                 | —                 | —                 |             | - : Promusicae: Ouro                                             |
| 20 Grandes Exitos                                | - Lançamento: 1991 - Formatos: CD - Gravadora: CBS                                   | —                 | —                 | —                 | —                 | —                 |             | - : CAPIF: 2× Platina - : CUD: Ouro                              |
| 20 Grandes Exitos Vol. II                        | - Lançamento: 1991 - Formatos: CD - Gravadora: CBS                                   | —                 | —                 | —                 | —                 | —                 |             | - : CAPIF: Ouro                                                  |
| Roberto Carlos                                   | - Lançamento: 1992 - Formatos: LP, CD - Gravadora: Columbia                          | —                 | —                 | —                 | —                 | —                 | - : 80.000  | - : PMB: Platina                                                 |
| Todos Sus Grandes Éxitos                         | - Lançamento: 1995 - Formatos: CD - Gravadora: Epic Records                          | —                 | 21                | —                 | —                 | —                 |             | - : Promusicae: Platina                                          |
| Mensagens                                        | - Lançamento: 1999 - Formatos: CD - Gravadora: Sony Music                            | —                 | —                 | —                 | —                 | —                 | - : 160.000 | - : PMB: 2× Platina                                              |
| 30 Grandes Canciones                             | - Lançamento: 2000 - Formatos: CD - Gravadora: Sony Music                            | —                 | 6                 | —                 | —                 | —                 |             | - : CAPIF: 7× Platina - : Promusicae: Platina - : AMPROFON: Ouro |
| 30 Grandes Sucessos                              | - Lançamento: 2000 - Formatos: CD - Gravadora: Sony Music                            | —                 | —                 | —                 | —                 | 25                |             | - : PMB: 2× Platina                                              |
| Antología - Todos los Grandes Éxitos             | - Lançamento: 2006 - Formatos: CD, DVD - Gravadora: Sony Music                       | —                 | 9                 | —                 | —                 | —                 |             |                                                                  |
| Grandes Éxitos                                   | - Lançamento: 8 de maio de 2007 - Formatos: download digital - Gravadora: Sony Music | —                 | —                 | 12                | 4                 | —                 |             |                                                                  |
| As Melhores de Roberto Carlos                    | - Lançamento: 2011 - Formatos: CD - Gravadora: Sony Music                            | 5                 | —                 | —                 | —                 | —                 |             |                                                                  |

## EPs
| Álbum                 | Detalhes                                                                     | Melhores posições | Melhores posições | Vendas        | Certificações |
| Álbum                 | Detalhes                                                                     | BRA (Anual)       | EUA Latin Pop     | Vendas        | Certificações |
| --------------------- | ---------------------------------------------------------------------------- | ----------------- | ----------------- | ------------- | ------------- |
| Por Isso Corro Demais | - Lançamento: 1968 - Formatos: LP - Gravadora: CBS                           | —                 | —                 |               |               |
| Esse Cara Sou Eu      | - Lançamento: 2012 - Formatos: CD - Gravadora: Sony Music                    | 1                 | —                 | - : 2.000.000 |               |
| Remixed               | - Lançamento: 2013 - Formatos: CD - Gravadora: Sony Music                    | 2                 | —                 | - : 900.000   |               |
| Ese tipo soy yo       | - Lançamento: 2014 - Formatos: digital download - Gravadora: Sony Music      | —                 | 13                |               |               |
| Roberto Carlos        | - Lançamento: 2017 - Formatos: CD, digital download. - Gravadora: Sony Music | —                 | —                 |               |               |

## Compactos Simples
Atenção.: Esta Listagem de Compactos Simples está incompleta.
| Ano  | Título                                           | Canções                                    |
| ---- | ------------------------------------------------ | ------------------------------------------ |
| 1959 | Roberto Carlos - Gravadora: Polydor.             | João e Maria / Fora do Tom                 |
| 1960 | Roberto Carlos - Gravadora: Discos CBS/ Columbia | Canção de Amor Nenhum / Brotinho Sem Juízo |
| 1961 | Roberto Carlos                                   | Louco Por Você / Não é Por Mim             |
| 1962 | Roberto Carlos                                   | Fim de Amor / Malena                       |
| 1962 | Roberto Carlos                                   | Susie / Triste e Abandonado                |
| 1963 | Roberto Carlos                                   | Splish, Splash / Baby, Meu Bem             |
| 1964 | Roberto Carlos                                   | Parei Na Contramão / Na Lua Não Há         |
| 1964 | Roberto Carlos                                   | É Proibido Fumar / Minha História de Amor  |

## Singles
| Ano  | Canção                                               | Álbum                                                   |
| ---- | ---------------------------------------------------- | ------------------------------------------------------- |
| 1959 | João e Maria                                         | Roberto Carlos (Compacto de 1959)                       |
| 1960 | Brotinho Sem Juízo                                   | Roberto Carlos (Compacto de 1960)                       |
| 1961 | Louco Por Você                                       | Louco por Você (Primeiro Álbum em 1961)                 |
| 1962 | Fim de Amor                                          | Roberto Carlos (1º Compacto de 1962)                    |
| 1962 | Malena                                               | Roberto Carlos (1º Compacto de 1962)                    |
| 1962 | Susie                                                | Roberto Carlos (2° Compacto de 1962)                    |
| 1962 | Triste e Abandonado                                  | Roberto Carlos (2° Compacto de 1962)                    |
| 1963 | Splish Splash                                        | Splish Splash                                           |
| 1963 | Parei na Contramão                                   | Splish Splash                                           |
| 1964 | Oração de Um Triste                                  | Splish Splash                                           |
| 1964 | Quero Me Casar Contigo                               | Splish Splash                                           |
| 1964 | É Proibido Fumar                                     | É Proibido Fumar                                        |
| 1964 | Um Leão Está Solto nas Ruas                          | É Proibido Fumar                                        |
| 1964 | O Calhambeque                                        | É Proibido Fumar                                        |
| 1964 | Minha História De Amor                               | É Proibido Fumar                                        |
| 1964 | Nasci Para Chorar                                    | É Proibido Fumar                                        |
| 1965 | História de Um Homem Mau                             | Roberto Carlos Canta para a Juventude                   |
| 1965 | A Garota do Baile                                    | Roberto Carlos Canta para a Juventude                   |
| 1965 | Aquele beijo que te dei                              | Roberto Carlos Canta para a Juventude                   |
| 1965 | Parei... Olhei                                       | Roberto Carlos Canta para a Juventude                   |
| 1965 | Não Quero Ver Você Triste                            | Roberto Carlos Canta para a Juventude                   |
| 1965 | Quero que Vá Tudo pro Inferno                        | Jovem Guarda                                            |
| 1965 | Pega Ladrão                                          | Jovem Guarda                                            |
| 1965 | Escreva uma carta meu amor                           | Jovem Guarda                                            |
| 1965 | Lobo Mau                                             | Jovem Guarda                                            |
| 1966 | Mexerico da Candinha                                 | Jovem Guarda                                            |
| 1966 | Eu Te Darei o Céu                                    | Roberto Carlos                                          |
| 1966 | Nossa Canção                                         | Roberto Carlos                                          |
| 1966 | Esqueça                                              | Roberto Carlos                                          |
| 1966 | É Papo Firme                                         | Roberto Carlos                                          |
| 1967 | Namoradinha de Um Amigo Meu                          | Roberto Carlos                                          |
| 1967 | Negro Gato                                           | Roberto Carlos                                          |
| 1967 | Eu Sou Terrível                                      | Roberto Carlos Em Ritmo de Aventura                     |
| 1967 | Quando                                               | Roberto Carlos Em Ritmo de Aventura                     |
| 1967 | Como É Grande O Meu Amor Por Você                    | Roberto Carlos Em Ritmo de Aventura                     |
| 1967 | Por Isso Eu Corro Demais                             | Roberto Carlos Em Ritmo de Aventura                     |
| 1968 | E Por Isso Estou Aqui                                | Roberto Carlos Em Ritmo de Aventura                     |
| 1968 | Só Vou Gostar de Quem Gosta de Mim                   | Roberto Carlos Em Ritmo de Aventura                     |
| 1968 | Maria, Carnaval e Cinzas                             | San Remo 1968                                           |
| 1968 | Eu Daria a Minha Vida                                | San Remo 1968                                           |
| 1968 | Eu Te Amo, Te Amo, Te Amo                            | O Inimitável                                            |
| 1968 | As Canções que Você Fez pra Mim                      | O Inimitável                                            |
| 1968 | Se Você Pensa                                        | O Inimitável                                            |
| 1968 | Ciúme de Você                                        | O Inimitável                                            |
| 1968 | E não Vou Mais Deixar Você Tão Só                    | O Inimitável                                            |
| 1969 | Eu Disse Adeus                                       | San Remo 1968                                           |
| 1969 | As Curvas da Estrada de Santos                       | Roberto Carlos (álbum de 1969)                          |
| 1969 | Sua Estupidez                                        | Roberto Carlos (álbum de 1969)                          |
| 1969 | As Flores do Jardim da Nossa Casa                    | Roberto Carlos (álbum de 1969)                          |
| 1970 | Não Vou Ficar                                        | Roberto Carlos (álbum de 1969)                          |
| 1970 | 120... 150... 200 Km Por Hora                        | Roberto Carlos (álbum de 1970)                          |
| 1970 | Jesus Cristo                                         | Roberto Carlos (álbum de 1970)                          |
| 1970 | O Astronauta                                         | Roberto Carlos (álbum de 1970)                          |
| 1970 | Ana                                                  | Roberto Carlos (álbum de 1970)                          |
| 1971 | Detalhes                                             | Roberto Carlos (álbum de 1971)                          |
| 1971 | Debaixo dos Caracóis dos Seus Cabelos                | Roberto Carlos (álbum de 1971)                          |
| 1971 | Amada Amante                                         | Roberto Carlos (álbum de 1971)                          |
| 1971 | Todos Estão Surdos                                   | Roberto Carlos (álbum de 1971)                          |
| 1971 | Como Dois e Dois                                     | Roberto Carlos (álbum de 1971)                          |
| 1972 | Un Gatto Nel Blu                                     | San Remo 1968                                           |
| 1972 | Como Vai Você                                        | Roberto Carlos (álbum de 1972)                          |
| 1972 | A Montanha                                           | Roberto Carlos (álbum de 1972)                          |
| 1972 | A Distância                                          | Roberto Carlos (álbum de 1972)                          |
| 1972 | Quando as Crianças Saírem de Férias                  | Roberto Carlos (álbum de 1972)                          |
| 1972 | Agora Eu Sei                                         | Roberto Carlos (álbum de 1972)                          |
| 1972 | O divã                                               | Roberto Carlos (álbum de 1972)                          |
| 1972 | Por Amor                                             | Roberto Carlos (álbum de 1972)                          |
| 1973 | A Cigana                                             | Roberto Carlos (álbum de 1973)                          |
| 1973 | O Homem                                              | Roberto Carlos (álbum de 1973)                          |
| 1973 | Rotina                                               | Roberto Carlos (álbum de 1973)                          |
| 1973 | Proposta                                             | Roberto Carlos (álbum de 1973)                          |
| 1973 | O Show Já Terminou                                   | Compacto de 1973 e Álbum San Remo 1968                  |
| 1973 | Sonho Lindo                                          | Compacto de 1973 e Álbum San Remo 1968                  |
| 1974 | O Portão                                             | Roberto Carlos (álbum de 1974)                          |
| 1974 | Eu Quero Apenas                                      | Roberto Carlos (álbum de 1974)                          |
| 1974 | É Preciso Saber Viver                                | Roberto Carlos (álbum de 1974)                          |
| 1975 | Além do Horizonte                                    | Roberto Carlos (álbum de 1975)                          |
| 1975 | O Quintal do Vizinho                                 | Roberto Carlos (álbum de 1975)                          |
| 1975 | Olha                                                 | Roberto Carlos (álbum de 1975)                          |
| 1975 | Testardo Io                                          | Álbum Italiano de 1975                                  |
| 1976 | Canzone Per Te                                       | San Remo 1968                                           |
| 1976 | Ilegal, Imoral Ou Engorda                            | Roberto Carlos (álbum de 1976)                          |
| 1976 | Você em Minha Vida...                                | Roberto Carlos (álbum de 1976)                          |
| 1976 | O Progresso                                          | Roberto Carlos (álbum de 1976)                          |
| 1976 | Os Seus Botões                                       | Roberto Carlos (álbum de 1976)                          |
| 1977 | Amigo                                                | Roberto Carlos (álbum de 1977)                          |
| 1977 | Falando Sério                                        | Roberto Carlos (álbum de 1977)                          |
| 1977 | Cavalgada                                            | Roberto Carlos (álbum de 1977)                          |
| 1977 | Não se Esqueça de Mim                                | Roberto Carlos (álbum de 1977)                          |
| 1977 | Ternura                                              | Roberto Carlos (álbum de 1977)                          |
| 1977 | Outra Vez                                            | Roberto Carlos (álbum de 1977)                          |
| 1978 | Força Estranha                                       | Roberto Carlos (álbum de 1978)                          |
| 1978 | Café da Manhã                                        | Roberto Carlos (álbum de 1978)                          |
| 1978 | Vivendo por Viver                                    | Roberto Carlos (álbum de 1978)                          |
| 1978 | Lady Laura                                           | Roberto Carlos (álbum de 1978)                          |
| 1979 | Na paz do seu sorriso                                | Roberto Carlos (álbum de 1979)                          |
| 1979 | Desabafo                                             | Roberto Carlos (álbum de 1979)                          |
| 1979 | O Ano Passado                                        | Roberto Carlos (álbum de 1979)                          |
| 1979 | Meu querido, meu velho, meu amigo                    | Roberto Carlos (álbum de 1979)                          |
| 1980 | A guerra dos meninos                                 | Roberto Carlos (álbum de 1980)                          |
| 1980 | Amante à moda antiga                                 | Roberto Carlos (álbum de 1980)                          |
| 1980 | Não se afaste de mim                                 | Roberto Carlos (álbum de 1980)                          |
| 1980 | O gosto de tudo                                      | Roberto Carlos (álbum de 1980)                          |
| 1981 | Emoções                                              | Roberto Carlos (álbum de 1981)                          |
| 1981 | Cama e mesa                                          | Roberto Carlos (álbum de 1981)                          |
| 1981 | As baleias                                           | Roberto Carlos (álbum de 1981)                          |
| 1981 | Tudo pára                                            | Roberto Carlos (álbum de 1981)                          |
| 1982 | Ele está pra chegar                                  | Roberto Carlos (álbum de 1981)                          |
| 1982 | Fera ferida                                          | Roberto Carlos (álbum de 1982)                          |
| 1982 | Fim de semana                                        | Roberto Carlos (álbum de 1982)                          |
| 1982 | Amiga (part. Maria Bethânia)                         | Roberto Carlos (álbum de 1982)                          |
| 1982 | Meus amores da televisão                             | Roberto Carlos (álbum de 1982)                          |
| 1983 | O Côncavo e o Convexo                                | Roberto Carlos (álbum de 1983)                          |
| 1983 | Estou Aqui                                           | Roberto Carlos (álbum de 1983)                          |
| 1983 | O amor é a moda                                      | Roberto Carlos (álbum de 1983)                          |
| 1984 | Caminhoneiro                                         | Roberto Carlos (álbum de 1984)                          |
| 1984 | Aleluia                                              | Roberto Carlos (álbum de 1984)                          |
| 1984 | Eu te amo (And I Love Her)                           | Roberto Carlos (álbum de 1984)                          |
| 1984 | Eu e ela                                             | Roberto Carlos (álbum de 1984)                          |
| 1985 | Verde e amarelo                                      | Roberto Carlos (álbum de 1985)                          |
| 1985 | De coração pra coração                               | Roberto Carlos (álbum de 1985)                          |
| 1986 | Amor Perfeito                                        | Roberto Carlos (álbum de 1986)                          |
| 1986 | Apocalipse                                           | Roberto Carlos (álbum de 1986)                          |
| 1986 | Do fundo do meu coração                              | Roberto Carlos (álbum de 1986)                          |
| 1987 | Águia Dourada                                        | Roberto Carlos (álbum de 1987)                          |
| 1987 | O Careta                                             | Roberto Carlos (álbum de 1987)                          |
| 1988 | Papo De Esquina (part. Erasmo Carlos)                | Roberto Carlos (álbum de 1988)                          |
| 1988 | Se o Amor se Vai                                     | Roberto Carlos (álbum de 1988)                          |
| 1988 | Se Diverte e Já Não Pensa em Mim                     | Roberto Carlos (álbum de 1988)                          |
| 1989 | Se você disser que não me ama                        | Roberto Carlos (álbum de 1988)                          |
| 1989 | Como as Ondas no Mar                                 | Roberto Carlos (álbum de 1988)                          |
| 1989 | Pássaro Ferido                                       | Roberto Carlos (álbum de 1989)                          |
| 1989 | Amazônia                                             | Roberto Carlos (álbum de 1989)                          |
| 1990 | O Meu Ciúme                                          | Roberto Carlos (álbum de 1990)                          |
| 1990 | Por Ela                                              | Roberto Carlos (álbum de 1990)                          |
| 1990 | Super Herói                                          | Roberto Carlos (álbum de 1990)                          |
| 1991 | Como as Ondas Voltam Para o Mar                      | Roberto Carlos (álbum de 1990)                          |
| 1991 | Pergunte Pro Seu Coração                             | Roberto Carlos (álbum de 1991)                          |
| 1992 | Todas as manhãs                                      | Roberto Carlos (álbum de 1991)                          |
| 1992 | Se Você Quer                                         | Roberto Carlos (álbum de 1991)                          |
| 1992 | Luz Divina                                           | Roberto Carlos (álbum de 1991)                          |
| 1992 | Dito e Feito                                         | Roberto Carlos (álbum de 1992)                          |
| 1993 | Você é Minha                                         | Roberto Carlos (álbum de 1992)                          |
| 1993 | Nossa Senhora                                        | Roberto Carlos (álbum de 1993)                          |
| 1993 | Coisa Bonita                                         | Roberto Carlos (álbum de 1993)                          |
| 1994 | O Velho Caminhoneiro                                 | Roberto Carlos (álbum de 1993)                          |
| 1994 | Obsessão                                             | Roberto Carlos (álbum de 1993)                          |
| 1994 | Alô                                                  | Roberto Carlos (álbum de 1994)                          |
| 1994 | O Taxista                                            | Roberto Carlos (álbum de 1994)                          |
| 1995 | Jesus Salvador                                       | Roberto Carlos (álbum de 1994)                          |
| 1995 | Quero lhe falar do meu amor                          | Roberto Carlos (álbum de 1994)                          |
| 1995 | Amigo não chore por ela                              | Roberto Carlos (álbum de 1995)                          |
| 1996 | Quando eu quero falar com Deus                       | Roberto Carlos (álbum de 1995)                          |
| 1996 | O charme dos seus óculos                             | Roberto Carlos (álbum de 1995)                          |
| 1996 | Mulher de 40                                         | Roberto Carlos (álbum de 1996)                          |
| 1996 | Cheirosa                                             | Roberto Carlos (álbum de 1996)                          |
| 1996 | O terço                                              | Roberto Carlos (álbum de 1996)                          |
| 1997 | Assunto Predileto                                    | Roberto Carlos (álbum de 1996)                          |
| 1997 | Tem coisas que a gente não tira do coração           | Roberto Carlos (álbum de 1996)                          |
| 1997 | Coração De Jesus                                     | Canciones Que Amo                                       |
| 1998 | Vê Se Volta Pra Mim                                  | Roberto Carlos (álbum de 1998)                          |
| 1998 | Eu Te Amo Tanto                                      | Roberto Carlos (álbum de 1998)                          |
| 1999 | Todas As Nossas Senhoras                             | Grandes Sucessos (álbum de Roberto Carlos)              |
| 2000 | Amor Sem Limite                                      | Amor Sem Limite (álbum de Roberto Carlos)               |
| 2000 | O grande amor da minha vida                          | Amor Sem Limite (álbum de Roberto Carlos)               |
| 2001 | Todos estão surdos (acústico)                        | Acústico MTV                                            |
| 2001 | Eu Te Amo, Te Amo, Te Amo (acústico)                 | Acústico MTV                                            |
| 2002 | Seres Humanos                                        | Roberto Carlos (álbum de 2002) e Pra Sempre             |
| 2003 | Pra sempre                                           | Pra Sempre                                              |
| 2004 | Amor Perfeito                                        | Pra Sempre                                              |
| 2005 | A Volta                                              | Pra Sempre Ao Vivo e Esse Cara Sou Eu                   |
| 2005 | Índia                                                | Roberto Carlos (álbum de 2005)                          |
| 2006 | Promessa                                             | Roberto Carlos (álbum de 2005)                          |
| 2006 | Arrasta Uma Cadeira (part.Chitãozinho & Xororó)      | Roberto Carlos (álbum de 2005)                          |
| 2006 | Se Eu Não Te Amasse Tanto Assim (part.Ivete Sangalo) | Roberto Carlos: Duetos                                  |
| 2008 | Wave (part. Caetano Veloso)                          | Roberto Carlos e Caetano Veloso e a Música de Tom Jobim |
| 2009 | Tereza da Praia (part. Caetano Veloso)               | Roberto Carlos e Caetano Veloso e a Música de Tom Jobim |
| 2009 | A Mulher Que Eu Amo                                  | Esse Cara Sou Eu                                        |
| 2012 | Esse Cara Sou Eu (canção)                            | Esse Cara Sou Eu                                        |
| 2012 | Furdúncio                                            | Esse Cara Sou Eu                                        |
| 2013 | Se Você Pensa (Remix)                                | Remixed (EP de Roberto Carlos)                          |
| 2014 | Cartas de Amor (Love Letters)                        | Apenas Single                                           |
| 2015 | Eu Te Amo, Te Amo, Te Amo(2015)                      | Primera Fila (álbum de Roberto Carlos)                  |
| 2016 | Chegaste (com Jennifer Lopez)                        | Roberto Carlos - EP                                     |
| 2017 | Sereia                                               | Roberto Carlos - EP                                     |
| 2017 | Que Yo Te Vea                                        | Apenas Single                                           |